# Estadio Fernando Valenzuela
El Estadio Fernando Valenzuela, anteriormente conocido como Estadio Sonora, es un estadio de béisbol que está ubicado en la ciudad de Hermosillo, Sonora, México. Es la nueva casa de los Naranjeros de Hermosillo, equipo de la Liga Mexicana del Pacífico que cuenta con 17 Campeonatos de LMP (más ganador de la liga), 3 Ligas de la Costa, 1 Liga Norte de Sonora, 1 Serie Nacional Invernal, 1 Campeonato Invernal Costeño y 2 Series del Caribe.
También fue sede del equipo de béisbol Diablos de Hermosillo en la Liga Norte de Sonora y en la Liga Norte de México. 
Además fungió como casa temporal del equipo de fútbol Cimarrones de Sonora del Ascenso MX en el torneo Apertura 2015.

## Historia
El estadio fue inaugurado el 1 de febrero. El primer partido fue entre los Navegantes del Magallanes de Venezuela y los Leones del Escogido de la República Dominicana en la Serie del Caribe 2013. Su capacidad es de 16 000 aficionados.
El Estadio Sonora fue diseñado bajo los estándares de calidad de Major League Baseball. En su proceso creativo fue aprobado por la directiva de los Arizona Diamondbacks. Para su aprobación, también fue visitado por Kim Ng, vicepresidenta de operaciones de MLB.
Es el nuevo estadio de la novena hermosillense después de mudarse del Estadio Héctor Espino. Dicho inmueble albergó 5 Series del Caribe en 1974, 1982, 1987, 1992 y 1997, además de 9 juegos de exhibición de Major League Baseball.
Para la temporada 2013-14 de la Liga Mexicana del Pacífico se manejó que el estadio pudo tener un nombre comercial, es decir que un patrocinador obtuviera los derechos de poder utilizar el Estadio Sonora con el nombre de su marca, tal y como sucede en la Major League Baseball o en la Liga Japonesa de Béisbol Profesional.

### Cambio de nombre
El 7 de febrero de 2023 el gobernador de Sonora, Alfonso Durazo Montaño afirmó que existía un decreto para modificar el nombre del estadio de béisbol de la ciudad de Hermosillo, de estadio Sonora a estadio Fernando Valenzuela, en honor de Fernando Valenzuela, el mejor beisbolista sonorense y mexicano en la historia de las Grandes Ligas de béisbol. El día 27 de marzo de 2023 se colocó el nuevo nombre del estadio.

### Serie del Caribe 2013
El primer partido en la historia de éste estadio fue entre los Navegantes del Magallanes de Venezuela y los Leones del Escogido de la República Dominicana. El equipo que logró la victoria fue el Escogido 7-2 sobre el Magallanes.
El primer jugador en conectar un hit, fue el venezolano Reegie Corona. Dicho hit fue un home-run apenas en la segunda pitchada del juego, el 1 de febrero de 2013. En ese mismo batazo se convirtió en el primer jugador en conectar hit y home-run en la historia del estadio.
El primer jugador mexicano en dar home-run en este estadio fue Alfredo Amézaga el 4 de febrero de 2013.

## Premios o Reconocimientos
En su corta historia el Estadio Sonora ha sido acreedor a dos premios de carácter nacional e internacional.

### Premio "Obra del Año 2013"
El día 1 de octubre del año 2013, el Estadio Sonora fue designado como la mejor obra del año a nivel nacional. Lo anterior fue un logro arquitectónico dentro de 150 proyectos más, ganando las categorías de "Equipamiento Urbano" y de "People Choice". El premio fue otorgado por la Revista Obras.
El Estadio es considerado una obra ecológica, pues su exterior fue construido a manera natural, simulando al cráter de El Pinacate en sus bordes. Además la estructura del techo, permite que al atardecer llegue de manera tenue la luz del sol al campo de juego, retardando así el encendido de la luz artificial.
El premio es un reconocimiento a la construcción y arquitectura del Estadio, basada en el cráter "El Colorado", ubicado en la Reserva de la Biosfera El Pinacate y Gran Desierto de Altar.

### Premio "ArchDaily Building of the Year 2017"
El 9 de febrero del año 2017, el Estadio Sonora obtuvo el segundo premio arquitectónico a nivel internacional de su historia. El inmueble fue galardonado con el premio "ArchDaily Building of the year 2017", en la modalidad de "arquitectura deportiva". Para poder acceder a éste reconocimiento, el Estadio fue elegido en votación popular por los lectores de ArchDaily de entre más de 3,000 mil obras. Cabe señalar, que ArchDaily es una página de internet especializada en proyectos arquitectónicos, siendo la más visitada del mundo por los expertos.
Entre el grupo de cinco finalistas para la categoría de "arquitectura deportiva", el Estadio Sonora resultó vencedor en contra de edificaciones reconocidas, como el Levi's Stadium de los San Francisco 49ers de la National Football League (NFL).
En 2017, solo dos obras mexicanas fueron reconocidas a nivel internacional. Además del Estadio Sonora, también se reconoció a la Torre BBVA pero en la modalidad de "Oficinas".

## Primera temporada de Naranjeros
El domingo 13 de octubre de 2013 Naranjeros de Hermosillo tuvo su primer encuentro en el Estadio Sonora, fue en el día inaugural en contra de los Mayos de Navojoa. En éste encuentro el primer naranjero en dar home-run en el nuevo inmueble fue el cubano Yunesky Sánchez.
En un hecho de coincidencia cerraron la temporada en el séptimo juego de la final contra los mismos Mayos de Navojoa. Hermosillo ganó por pizarra de 8-3 y logró su campeonato número 16.